# Launi Meili
Launi Kay Meili (04 de junho de 1963 Cheney, Washington), é uma atiradora esportiva americana e campeã olímpica. Ela ganhou uma medalha de ouro nos Jogos Olímpicos de Verão de 1992 em Barcelona.
Seguindo sua carreira olímpica, ela treinou a equipe feminina de rifles da Universidade de Nebraska para o campeonato nacional misto da NCAA. Em 2008, ela foi nomeada treinadora de rifle na Academia da Força Aérea dos Estados Unidos.
| Resultados olímpicos        | Resultados olímpicos | Resultados olímpicos |
| Evento                      | 1988                 | 1992                 |
| --------------------------- | -------------------- | -------------------- |
| Carabina em 3 posições 50 m | 7º 582+94.5          | Ouro · 587+97.3      |
| Carabina de ar 10 m         | 6º 395+98.3          | 11º 391              |